# Kálfafellsdalur
Kálfafellsdalur är en dal i republiken Island.   Den ligger i regionen Austurland, i den sydöstra delen av landet, 280 km öster om huvudstaden Reykjavík.